# Lóbí Kúná
Lóbí Kúná is een film uit 2010 geregisseerd door Matthias De Groof, een filmmaker en academicus die al vaker werken heeft gemaakt over kolonialisme. De film vertelt het verhaal vanuit het perspectief van fotograaf Mekhar Kiyoso, die zich in het Koninklijk Museum voor Midden-Afrika bevindt voor een fotoshoot. Zijn blik wordt al snel verstoord wanneer hij door zijn lens het macabere museum aanschouwt als een mausoleum van zijn cultureel erfgoed. Terwijl hij bezeten raakt door de artefacten, herinnert hij zich dat hij ervan vervreemd is geraakt.

## Plot
Fotograaf Mekhar Kiyoso is in het Afrika-museum voor een standaard fotoshoot. Zijn perspectief raakt echter verstoord wanneer hij door zijn lens het macabere museum ziet als een mausoleum van zijn cultureel erfgoed. Naarmate hij hierdoor geleidelijk bezeten raakt, herinneren zijn gedachten hem aan zijn vervreemding van zijn erfgoed. "Lobi Kuna", wat in het Lingala zowel overmorgen als eergisteren betekent, vertelt het verhaal van zijn omarming van het verleden om zichzelf in de toekomst te projecteren, dit terwijl het Koninklijk Museum voor Midden-Afrika in Tervuren een metamorfose ondergaat door renovaties.

## Productie
"Lobi Kuna" werd geproduceerd door verschillende productiehuizen. Cobra-films was hoofdzakelijk verantwoordelijk voor de productie, maar de productiehuizen l'Atelier Graphoui en Mutotu Films hebben ook aan dit project bijgedragen als co-producenten. De financiering werd mede mogelijk gemaakt door het Vlaams Audiovisueel Fonds. De opnames vonden zowel plaats in België als in de Democratische Republiek Congo.

## Prijzen
Lobi Kuna heeft de prijs van "Beste Experimentele film" gewonnen op de Brussels Independent Film Festival.